# 御中﨟
御中﨟（おちゅうろう）は、江戸時代の大奥の役職の1つ。定員は8名だった。将軍、もしくは御台所の身辺を世話する。大奥女中の中から家格や容姿の良い者が、御年寄などの推挙により選ばれた。
将軍は主に「将軍付き御中﨟」の中から側室を選んだ。将軍付き御中﨟が側室候補生であった。
「御台所付き御中﨟」（本来は大奥の御中﨟全員が御台所付きのはず）が将軍の目に止まった場合は、御台所の了承を得た後御台所から将軍に献上される形となった。指名された「御台所付きの御中﨟」に拒否権はあったが、拒否した場合は永のお暇（辞職）となった。お手つきとなった御中﨟は、陰では「汚れた者」、そうでない者を「お清の者」と呼ぶ、嫉妬の表れと思われる習慣があった。当時かるた取りの「お手つき」は「お手つき中﨟」に通じるため、御台所の部屋でかるた取りをする場合は、「お手つき」のことを「おまちがい」と言い直したという。
「お清」の中﨟は、御台所や側室が将軍と一夜を共にする際、次の間に控えて寝間のやりとりを終夜聞き、翌朝御年寄に報告する役割もあった。「大奥法度」により、側室が寝間で将軍に個人的なおねだりをするのを禁止するためであった。
御中﨟よりも下位の女中が将軍の目に止まった場合は、その女中は一旦将軍付き御中﨟へと昇進した後に寝間に入った。お手つき中﨟は30歳から「お褥御免(おしとねごめん)」あるいは「お褥すべり」と呼ばれ、側室を辞退する慣わしがあった。
将軍の死後は、側室は（原則として）落飾して、後ろ髪を短く切り払って髷を結わない「切り髪」となり、○○院という院号を頂戴して、大奥を去った。将軍の子を産んだ側室（お部屋様、お腹様）は二の丸や三の丸に移ったが、子を産まなかったお手つき中﨟は桜田御用屋敷に送られ、将軍の菩提を弔う生活を一生強いられ、帰郷は許されなかった。実家に戻れたのは「お清」の中﨟だけだった。